# Обмеження калорійності
Обмеження калорій (обмеження калорій або енергетичне обмеження) — це дієтичний режим, який зменшує споживання енергії з їжі та напоїв без недоїдання.   Можливий вплив обмеження калорій на контроль маси тіла, довголіття та хвороби, пов’язані зі старінням, є активною областю досліджень. 

## Дієтичні рекомендації
Контроль споживання калорій і зниження для людей з надмірною вагою рекомендується дієтичними рекомендаціями США і науково обґрунтованими товариствами.      
Обмеження калорій рекомендовано для людей з діабетом   і переддіабетом  у поєднанні з фізичними вправами та цільовою втратою ваги на 5-15% для діабету та 7-10% для переддіабету, щоб запобігти прогресуванню до діабету.  М'яке обмеження калорій може бути корисним для вагітних жінок для зменшення збільшення ваги (без втрати ваги) та зменшення перинатальних ризиків як для матері, так і для дитини.   Для осіб із надмірною вагою або ожирінням обмеження калорій може покращити здоров’я шляхом втрати ваги, хоча поступове відновлення ваги на 1—2 кг (2,2—4,4 фунт) на рік може виникнути.  

### Ризики недоїдання
Термін «обмеження калорій», який використовується у вивченні старіння, стосується режимів харчування, які зменшують споживання калорій без недоїдання.  Якщо обмежена дієта не передбачає включення основних поживних речовин, недоїдання може призвести до серйозних шкідливих наслідків, як показано в Міннесотському експерименті з голодування.  Це дослідження було проведено під час Другої світової війни на групі худих чоловіків, які обмежували споживання калорій на 45%  протягом шести місяців і складали приблизно 77% свого раціону з вуглеводів.  Як і очікувалося, це недоїдання призвело до метаболічних адаптацій, таких як зниження жирових відкладень, поліпшення ліпідного профілю і зниження частоти серцевих скорочень у спокої. Експеримент також викликав негативні наслідки, такі як анемія, набряки, виснаження м’язів, слабкість, запаморочення, дратівливість, млявість і депресія. 
Типові низькокалорійні дієти можуть не забезпечувати достатнє споживання поживних речовин, які зазвичай включені в дієту з обмеженням калорій.   

### Можливі побічні ефекти
Люди, які втрачають вагу під час обмеження калорій, ризикують розвинути побічні ефекти, такі як чутливість до холоду, порушення менструального циклу, безпліддя або гормональні зміни. 

## Дослідження
Потрібні додаткові дослідження як на людях, так і на експериментальних тваринах, щоб повністю зрозуміти зв’язок між модифікацією окремих поживних речовин, обмеженням калорій і регулярними фізичними вправами в профілактиці ССЗ, раку, когнітивного дефіциту, запальних захворювань, саркопенії та імунного старіння.   Станом на 2021 рік бракує адекватно контрольованих довгострокових досліджень, що вивчають вплив обмеження калорій на людей Хоча обмеження калорій має перевагу в уповільненні скорочення м'язової маси з віком, початкове зниження маси може бути істотним і впливати на силу і витривалість людини. 

### Люди
Зменшення споживання калорій на 20-30%, водночас задовольняючи потреби в поживних речовинах, було виявлено, що виліковує хвороби старіння, включаючи рак, серцево-судинні захворювання, деменцію та діабет у людей, і призводить до середньої втрати 7,9 кілограма (17 фунт) у вазі тіла, але через довгу тривалість життя людей докази того, що обмеження калорій може запобігти віковим захворюванням у людей, залишаються на стадії попередніх досліджень.   Хоча обмеження калорій призводить до втрати ваги та жиру, точна кількість споживаних калорій і пов'язана з ними жирова маса для оптимального здоров'я у людей невідома.  Помірне обмеження калорій може мати шкідливий вплив на певні групи населення, такі як худі люди з низьким вмістом жиру в організмі. 

### Продовження життя
Станом на 2021 рік періодичне голодування та обмеження калорій залишаються в стадії попередніх досліджень для оцінки можливого впливу на тягар хвороб і збільшення тривалості життя під час старіння, хоча відносні ризики, пов’язані з тривалим голодуванням або обмеженням калорій, залишаються невизначеними. 
Переривчасте голодування стосується періодів з інтервалами, протягом яких не вживається їжа, а лише прозора рідина – наприклад, період щоденного обмеженого часу прийому їжі з інтервалом від 8 до 12 годин для будь-якого споживання калорій – і може поєднуватися із загальним обмеженням калорій і варіанти середземноморської дієти, які можуть сприяти довгостроковому здоров’ю серцево-судинної системи та довголіттю. 

### Міннесотський експеримент з голодування
Експеримент з голодування в Міннесоті вивчав фізичні та психологічні наслідки екстремального обмеження калорій на 32 молодих і худорлявих 24-річних чоловіків під час зниження споживання енергії на 40% протягом 6 місяців. Дослідження було розроблено, щоб імітувати дієтичні умови під час Другої світової війни. Учасники могли споживати лише 1800 ккал на день, але повинні були проходити 5 км на день і витрачати 3000 калорій.  Чоловіки втратили близько 25% маси тіла, з яких 67% становила жирова маса і 17% безжирова маса. Якість раціону була недостатньою для точного представлення раціону під час війни через недостатнє споживання білка, а також нестачу фруктів і овочів. Попри надзвичайне обмеження калорій, експеримент не був репрезентативним для справжньої дієти з обмеженням калорій, яка дотримується вказівок щодо споживання макро- та мікроелементів.  Хронічна слабкість, зниження аеробної здатності та болісний набряк нижніх кінцівок були спричинені дієтою з обмеженням споживання калорій.   Емоційний стрес, сплутаність свідомості, апатія, депресія, істерія, іпохондрія, суїцидальні думки та втрата статевого потягу були серед аномальної психологічної поведінки, яка виникла протягом шести тижнів. 

### Інтенсивна терапія
Станом на 2019 рік поточні клінічні настанови рекомендують лікарням забезпечувати годування пацієнтів 80-100% витрат енергії, нормокалоричним годуванням. Систематичний огляд досліджував, чи люди у відділеннях інтенсивної терапії мають різні результати при нормокалоричному або гіпокалорійному годуванні, і не виявив різниці. Однак коментар критикував недостатній контроль споживання білка і висловлював стурбованість тим, що безпеку гіпокалорійного годування слід додатково оцінювати з критично хворими людьми з недостатньою вагою.

### Нелюдиноподібні примати
Дослідження обмеження калорій, розпочате в 1987 році Національним інститутом старіння, показало, що обмеження калорій не подовжує роки життя та не зменшує вікову смертність у макак резус без ожиріння.  Проте це покращило певні показники здоров’я.  Ці результати були оприлюднені як такі, що відрізняються від дослідження обмеження калорійності макак-резус у Вісконсіні, яке також розпочалося в 1987 році та показало збільшення тривалості життя макак-резус після обмеження калорій. 
У звіті 2017 року про макак-резус обмеження калорійності за умови адекватного харчування було ефективним у відстроченні наслідків старіння.   Старший вік початку захворювання, жіноча стать, менша маса тіла та жирова маса, зменшене споживання їжі, якість дієти та нижчий рівень глюкози в крові натщесерце були факторами, пов’язаними з меншою кількістю розладів старіння та покращенням рівня виживання.  Зокрема, зменшення споживання їжі було корисним для дорослих і старших приматів, але не для молодих мавп.  Дослідження показало, що обмеження калорійності забезпечує користь для здоров’я з меншою кількістю вікових розладів у літніх мавп, і, оскільки мавпи-резус генетично подібні до людей, переваги та механізми обмеження калорійності можуть застосовуватися до здоров’я людини під час старіння.  

### Рівні активності
Обмеження калорій зберігає м’язову тканину у приматів   і гризунів.  М’язова тканина зростає під час стимуляції, тому було припущено, що піддослідні тварини з обмеженим споживанням калорій виконували більше фізичних вправ, ніж їхні товариші, які споживали більше калорій, можливо тому, що тварини переходять у стан пошуку їжі під час обмеження споживання калорій. Проте дослідження показують, що загальний рівень активності при обмеженні калорій не є вищим, ніж тварини ad libitum у молодості. 

### Сиртуїн-опосередкований механізм
Попередні дослідження показують, що сиртуїни активуються під час голодування та служать «датчиками енергії» під час метаболізму.  Сиртуїни, зокрема Sir2 (виявлені в дріжджах), були причетні до старіння дріжджів  і є класом висококонсервативних NAD + -залежних ферментів гістондеацетилази.  Гомологи Sir2 були ідентифіковані в широкому діапазоні організмів від бактерій до людини.  

### Гормезис
Деякі дослідження вказують на гормезис як на пояснення можливих наслідків обмеження калорій, що представляє можливі механізми, пов’язані з біологічним стресором низької інтенсивності, таким як зменшення споживання калорій. 

## Дивись також
- CR Society International
- голодування
- Періодичне голодування
- Список дієт
- Окінавська дієта
- Дуже низькокалорійна дієта